# Frostland Tapes
Albums de Darkthrone
F.O.A.D.
(2007) Dark Thrones and Black Flags
(2008)
Frostland Tapes est une compilation du groupe de Black metal norvégien Darkthrone. L'album est sorti le 23 juin 2008 sous le label Peaceville Records.
La compilation contient les premières démos du groupe, ainsi que la version instrumentale originale de l'album Goatlord et un extrait d'un de leur concert au Danemark.

## Musiciens
- Nocturno Culto – chant, guitare
- Zephyrous – guitare
- Anders Risberget – guitare sur le titre Land of Frost
- Dag Nilsen – basse
- Fenriz – batterie, chant

## Liste des morceaux

### CD 1
Land of Frost (1988)
1. Land of Frost
2. Winds of Triton
3. Forest of Darkness
4. Odyssey of Freedom
5. Day of the Dead

A New Dimension (1988)
1. Twilight Dimension
2. Snowfall

Thulcandra (1989)
1. Eon
2. Thulcandra
3. Archipelago
4. Soria Moria

### CD 2
Cromlech (1989)
1. The Watchtower
2. Accumulation of Generalization
3. Sempiternal Past/Presence View Sepulchrality
4. Iconoclasm Sweeps Cappadocia

Live in Denmark (1990)
1. Cromlech
2. Sunrise over Locus Mortis
3. Soulside Journey
4. Accumulation of Generalization
5. Sempiternal Past/Presence View Sepulchrality
6. Iconoclasm Sweeps Cappadocia
7. Neptune Towers

### CD 3
Goatlord instrumental (1991)
1. Rex
2. Pure Demoniac Blessing
3. The Grimness of which Shepherds Mourn
4. Sadomasochistic Rites
5. As Desertshadows
6. In His Lovely Kingdom
7. Black Daimon
8. Towards the Thornfields
9. (Birth of Evil) Virgin Sin
10. Green Cave Float
11. A Blaze in the Northern Sky